# Detlev H. Krüger
Detlev Herbert Krüger (* 22. April 1950 in Potsdam) ist ein deutscher Virologe und Hochschullehrer. Er war bis 2016 Professor und Direktor des Instituts für Medizinische Virologie an der Charité in Berlin.

## Leben
Krüger studierte Medizin in Berlin. 1976 wurde er bei Hans-Alfred Rosenthal promoviert. 1981 folgte die Habilitation im Gebiet der Virologie und Molekulargenetik. 1982 erhielt er einen Rudolf-Virchow-Preis und 1984 eine Carl-Correns-Medaille. Von 1989 bis 2016 wirkte er als ordentlicher Professor und als Direktor des Institutes für Virologie an der Charité in Berlin, seither als Seniorprofessor. Sein Nachfolger am Institut für Virologie wurde Christian Drosten.

## Forschung
Seine Forschungsschwerpunkte sind unter anderem die molekulare Epidemiologie, Diagnostik und Immunprophylaxe von Infektionen mit neuen Viren („emerging viruses“), Hantaviren, Mechanismen der Reaktivierung und Pathogenese von Virusinfektionen bei immunsupprimierten Patienten einschließlich ihrer therapeutischen Beeinflussung, Humanes Cytomegalievirus, Hepatitis-B-Virus und die Wirkungsweise von Enzymen der Gentechnik (Restriktionsendonukleasen) geforscht.
Seit 2010 ist er gewähltes Mitglied der Gelehrtengesellschaft Leibniz-Sozietät der Wissenschaften zu Berlin.

## Stellungnahmen

### Schweinegrippe
Zur Schweinegrippe äußerte er im April 2009, man solle nicht in Panik verfallen, eine normale Grippewelle sei schlimmer. „Nur zum Vergleich: Im Schnitt sterben in Deutschland pro Jahr bis zu 20.000 Menschen an der ‚normalen‘ jährlichen Grippe. An der Schweinegrippe sind nur wenige verstorben. Wenn man das ins Verhältnis setzt, ist es wirklich unverständlich, warum jetzt eine so große Aufregung herrscht.“

### Covid-19-Pandemie
Hinsichtlich der Einschätzung der Covid-19-Pandemie 2020/2021 war Krüger Ende März 2020 der Auffassung, es handele sich um eine der Grippewelle vergleichbare Erscheinung. Maßnahmen müssten aufgrund einer Gesamteinschätzung der Folgen begründet werden, nicht nur aufgrund der virologischen Perspektive: „Wir haben in Deutschland bis heute deutlich mehr Tote durch Grippe oder durch im Krankenhaus erworbene Infektionen als durch das Corona-Virus. Das scheint in der öffentlichen Diskussion völlig ausgeblendet zu werden.“ Er forderte, das „Kaputtsparen“ der Kliniken in Deutschland müsse endlich ein Ende haben. In der gegenwärtigen Situation zeige sich, wie wichtig funktionierende Kliniken und qualifiziertes medizinisches Personal seien.

## Schriften (Auswahl)
- mit Siegfried Klaus und Jürg Meyer: Bakterienviren. Fischer, Jena/Stuttgart 1992, ISBN 3-334-60353-9.